# Nicosthénès
Nicosthénès, Nikosthénès ou Nicostène est un potier né en Attique au début du VIe siècle av. J.-C. On lui attribue la technique des figures rouges, invention parfois attribuée à son rival Andokidès. Cette technique consiste à peindre des motifs en rouge sur un fond noir, avec des détails rendus très finement au pinceau.

## Peintre de Nicosthénès
Dans les ateliers, de nombreux artistes, comme Lydos, Oltos et Épictétos, ont travaillé, de –550 à –510 environ, à la création de vases à formes variées (cratère, coupe, amphore) d’inspiration étrusque pour satisfaire la clientèle de Caeré et Vulci en Italie.
Nicosthénès a également signé quelques poteries dans la technique des figures noires.